# Église Saint-Germain de Saint-Germain-de-Vibrac
L'église Saint-Germain est une église située à Saint-Germain-de-Vibrac, dans le département français de la Charente-Maritime en région Nouvelle-Aquitaine.

## Historique
D'origine romane, placé sous le patronage de l'évêque de Saintes, elle est reconstruite et agrandie à l'époque gothique.
L'église est inscrite au titre des monuments historiques par arrêté du 5 décembre 2000.

## Galerie

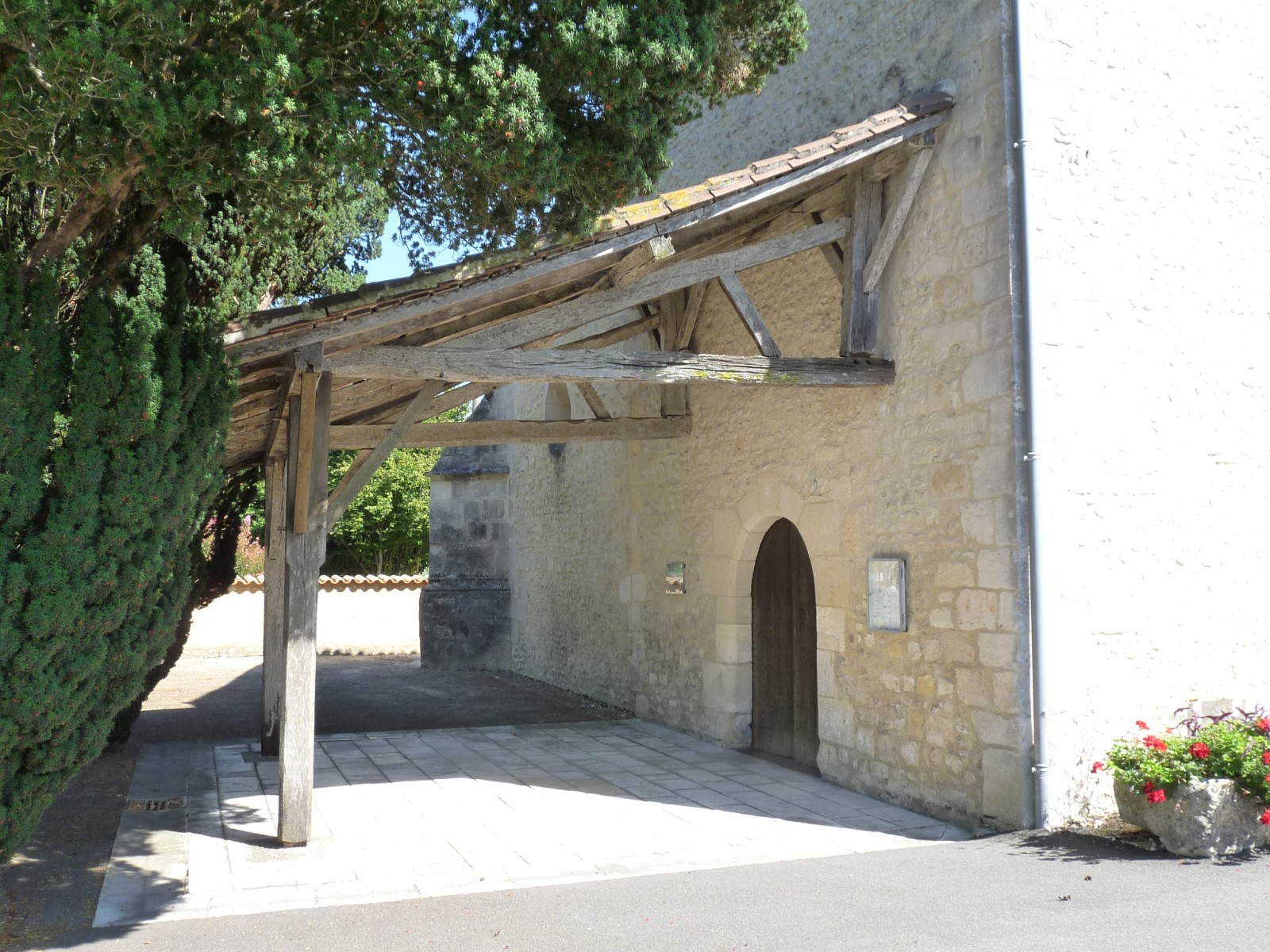
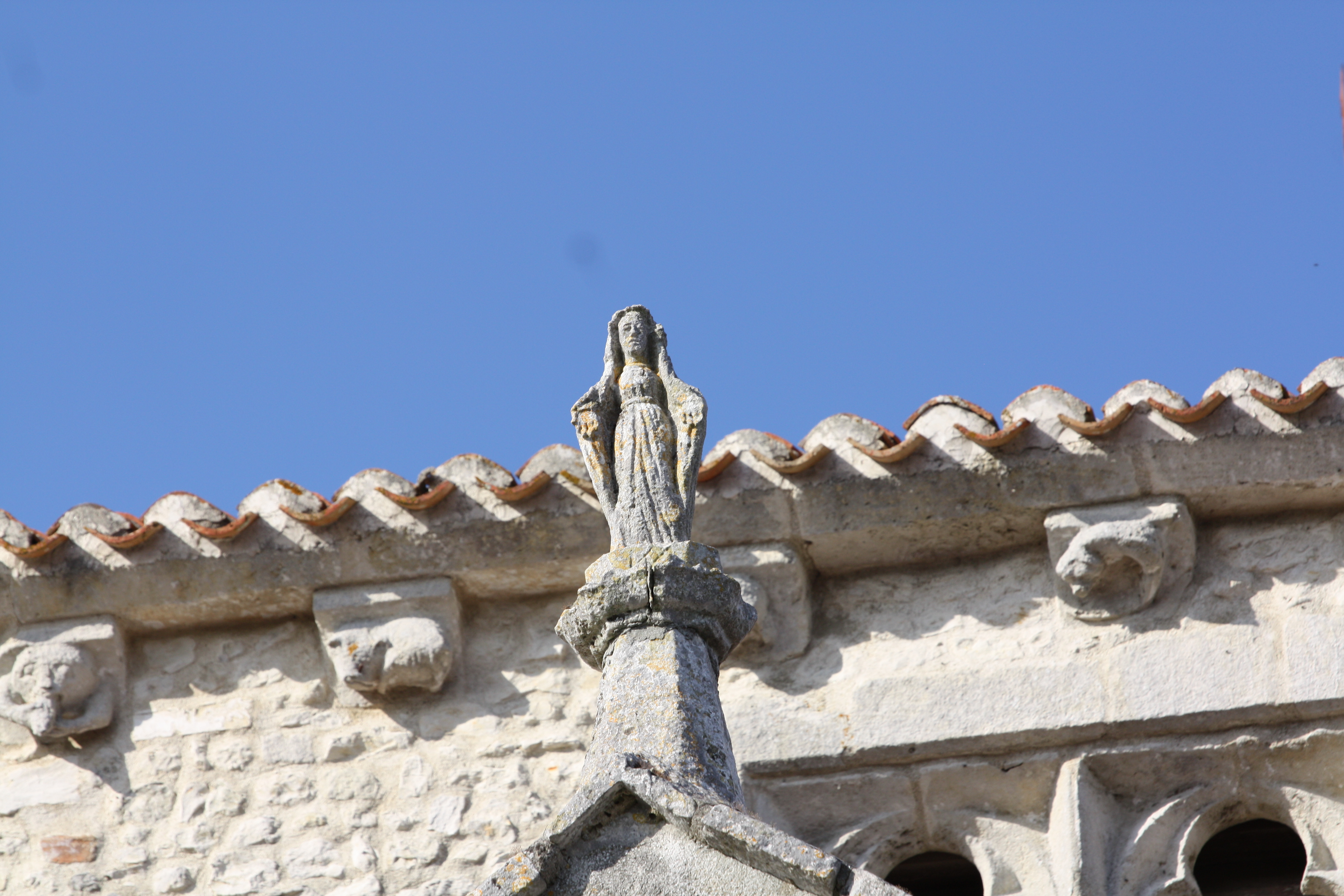
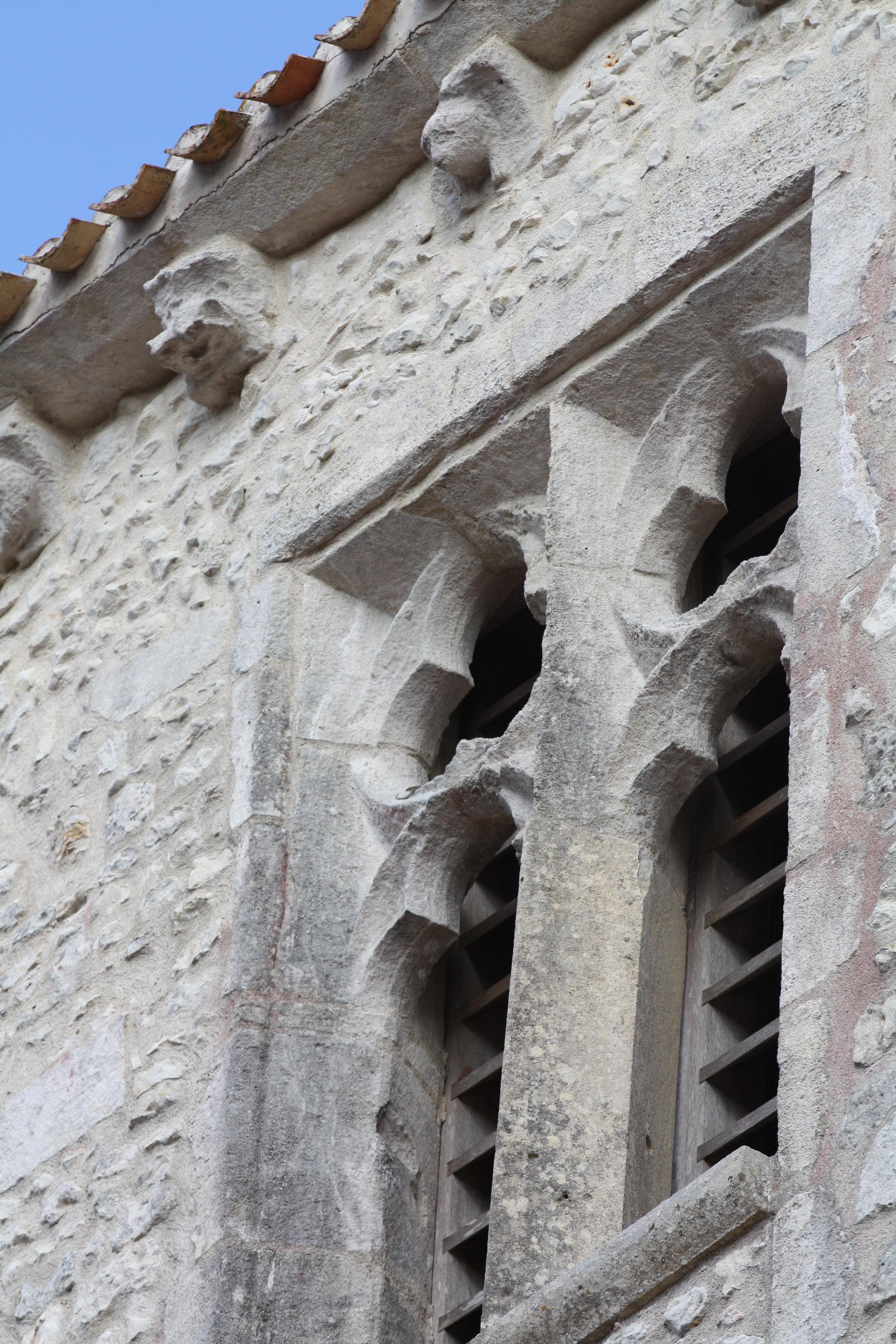
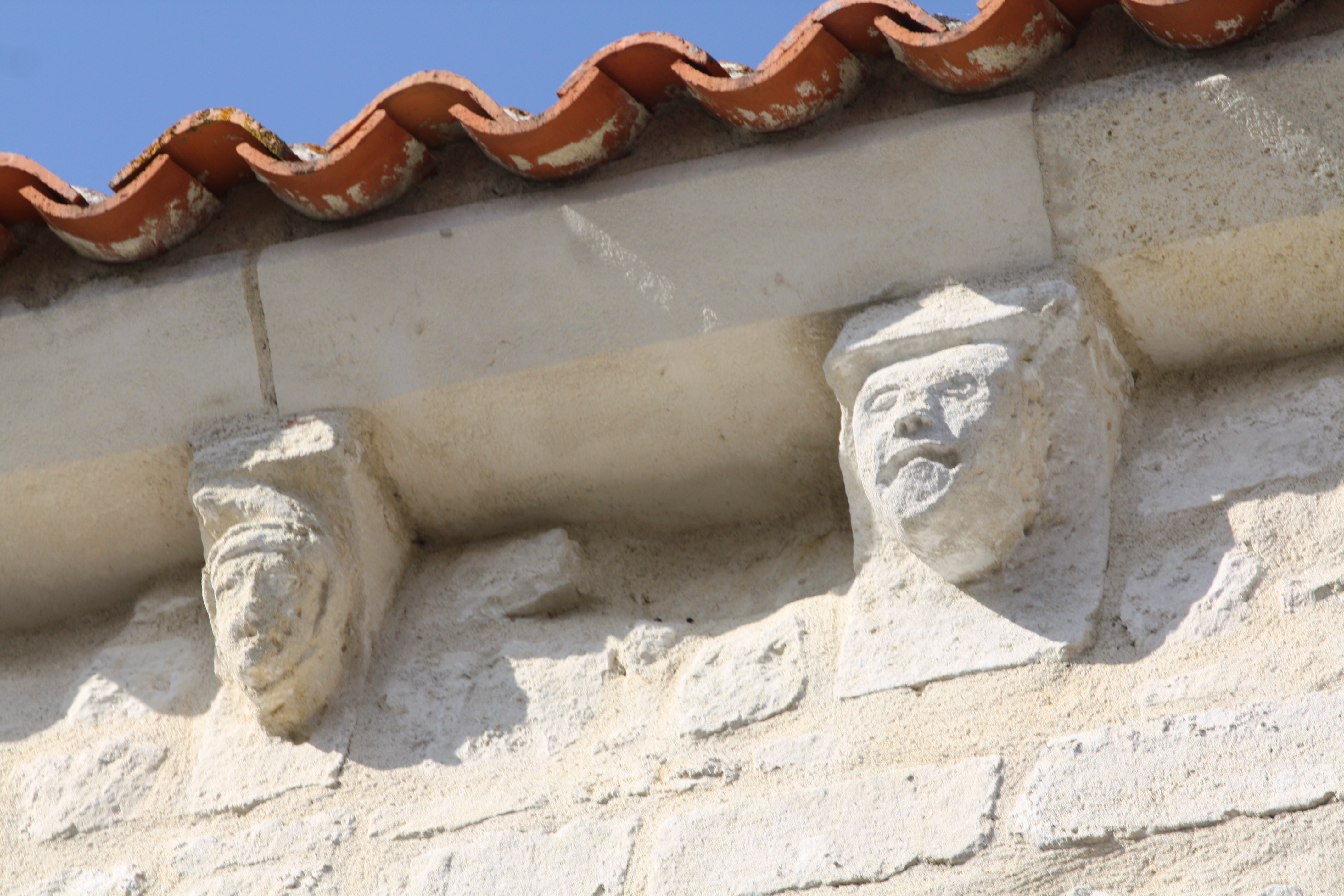
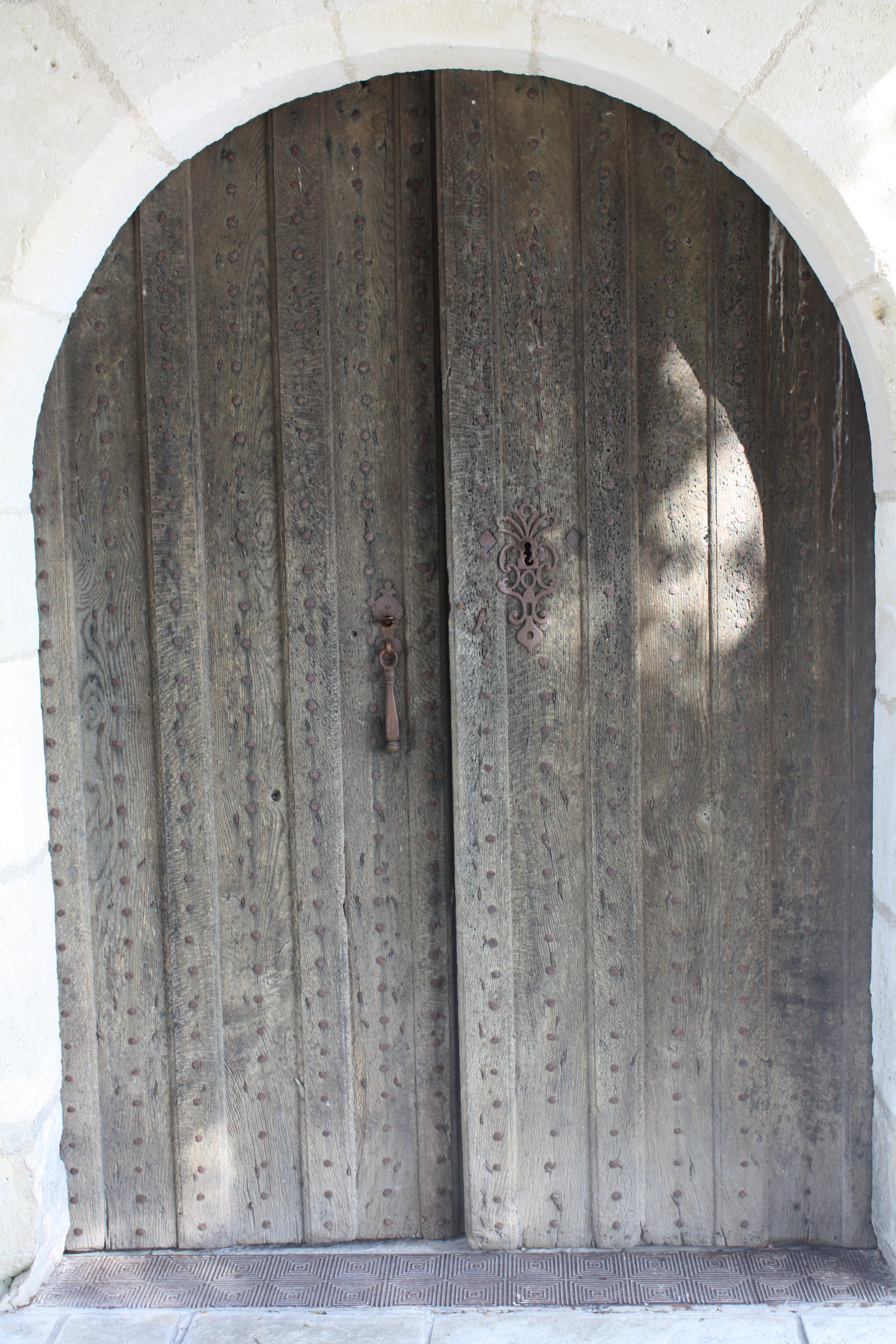
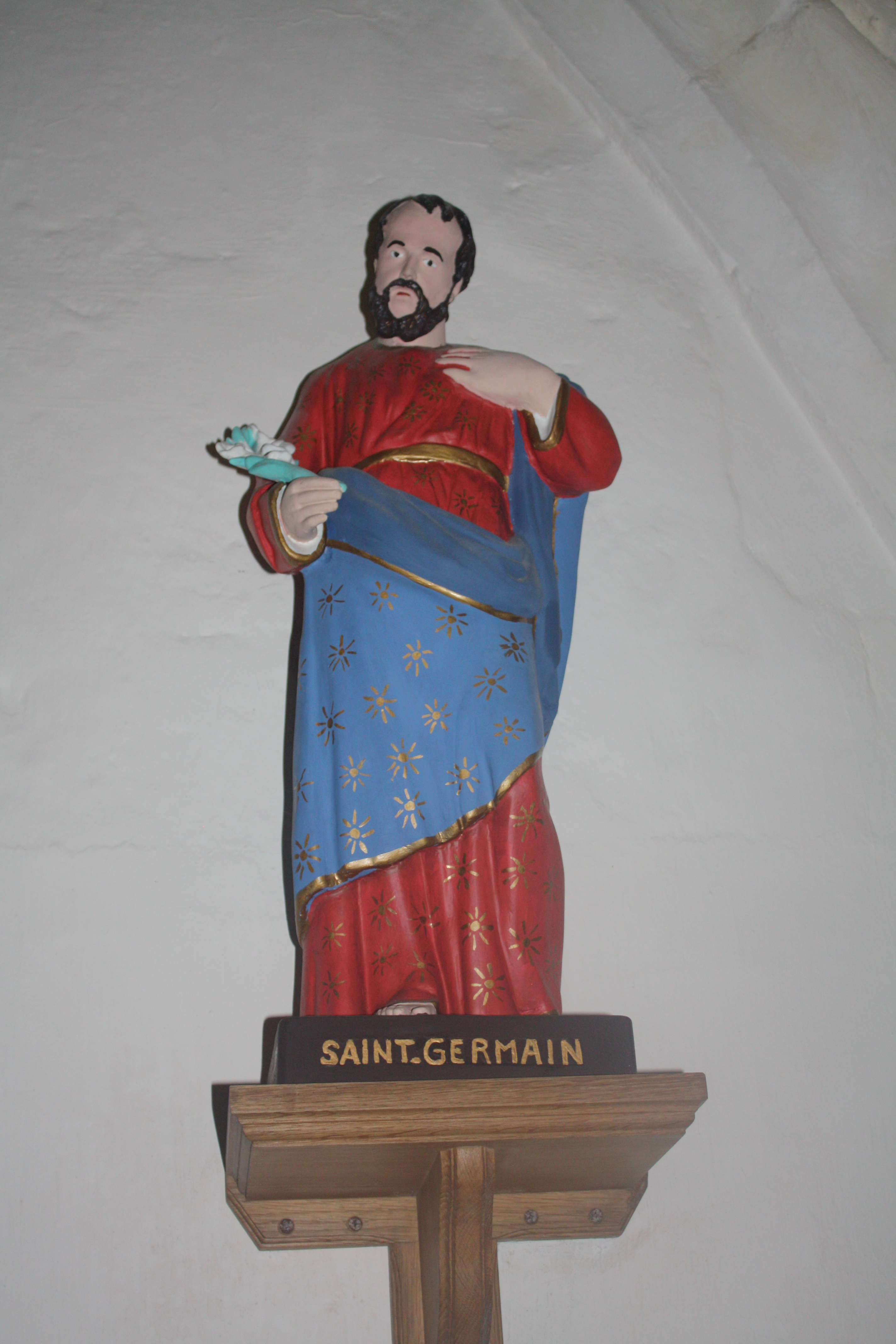
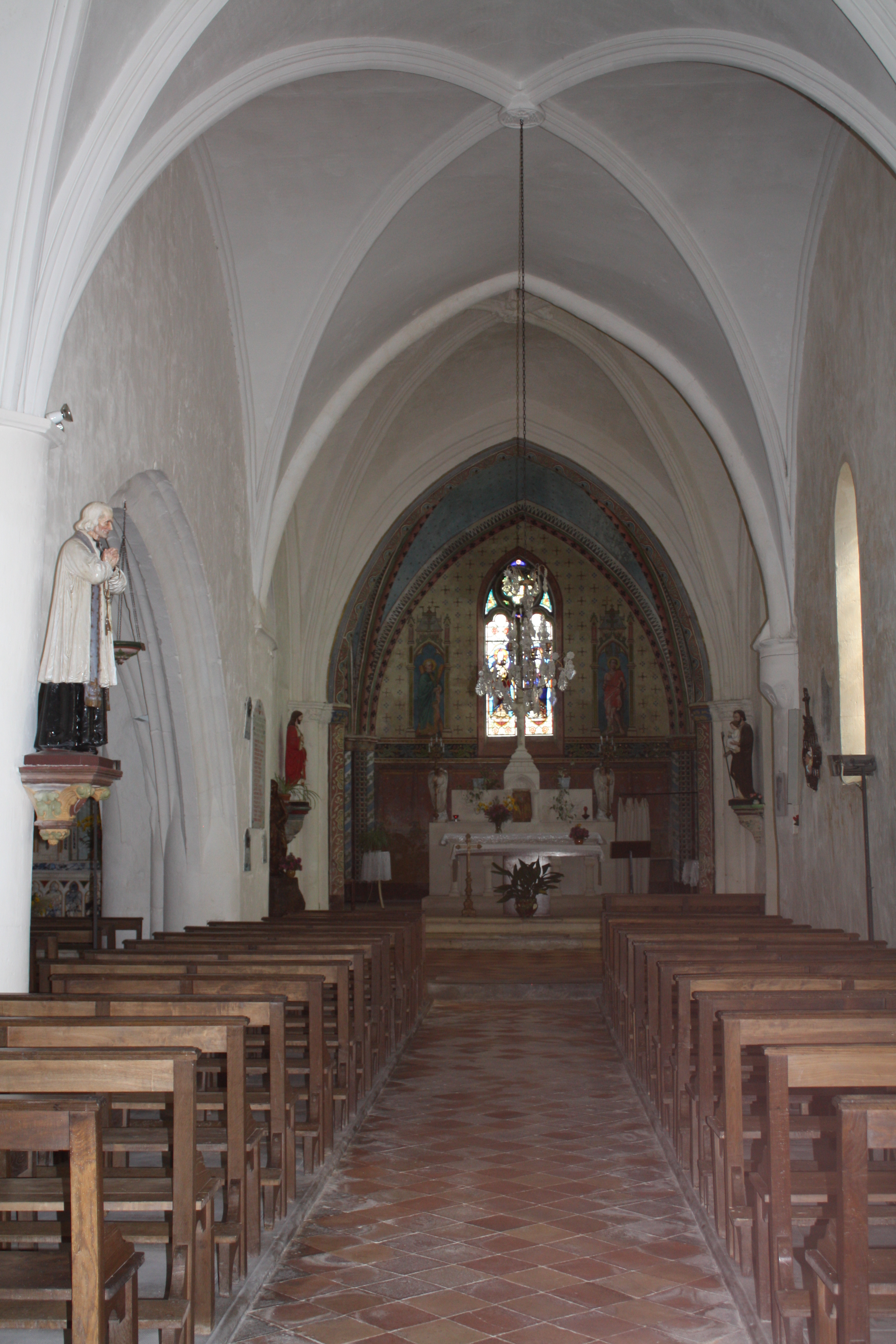
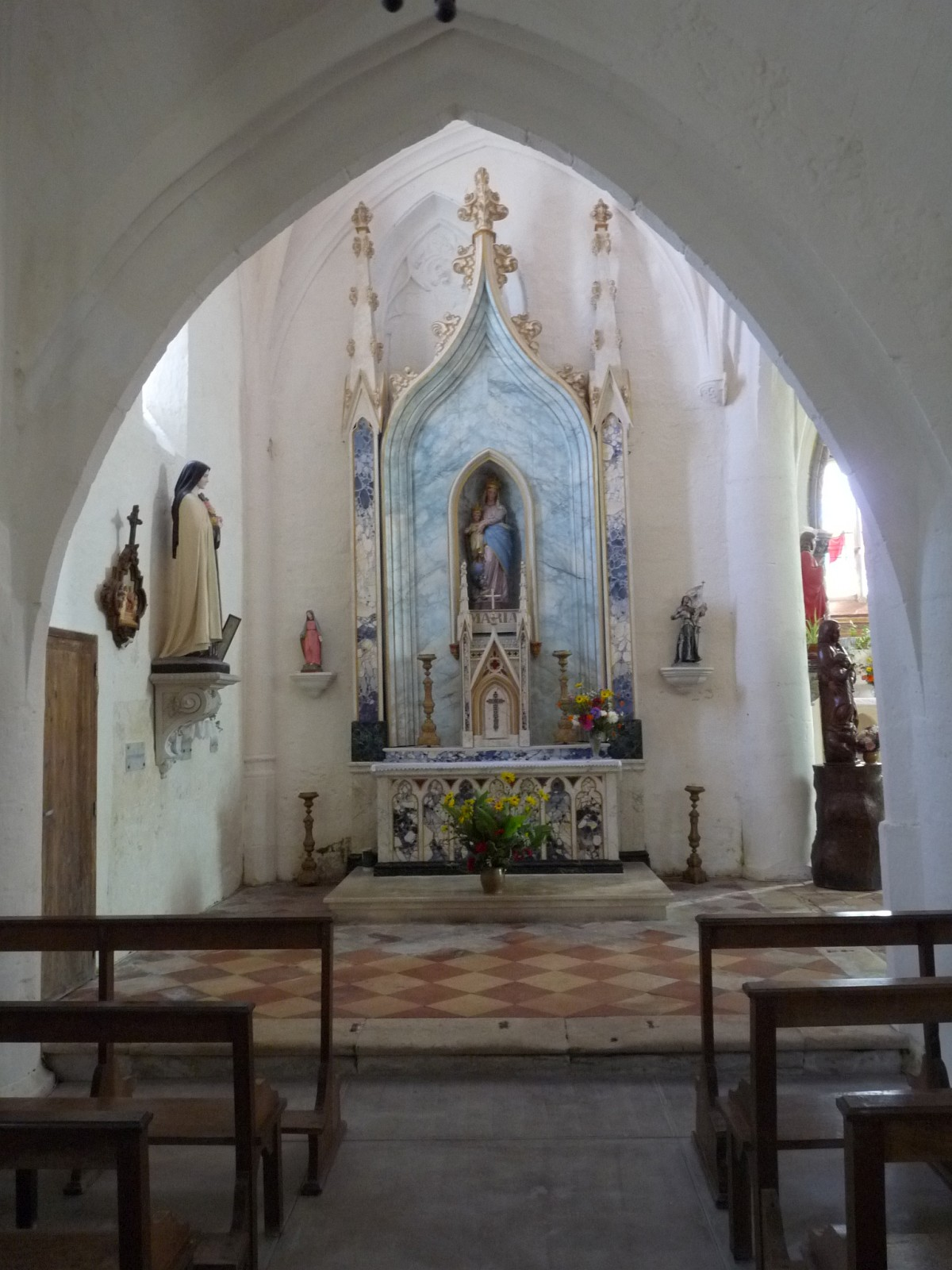
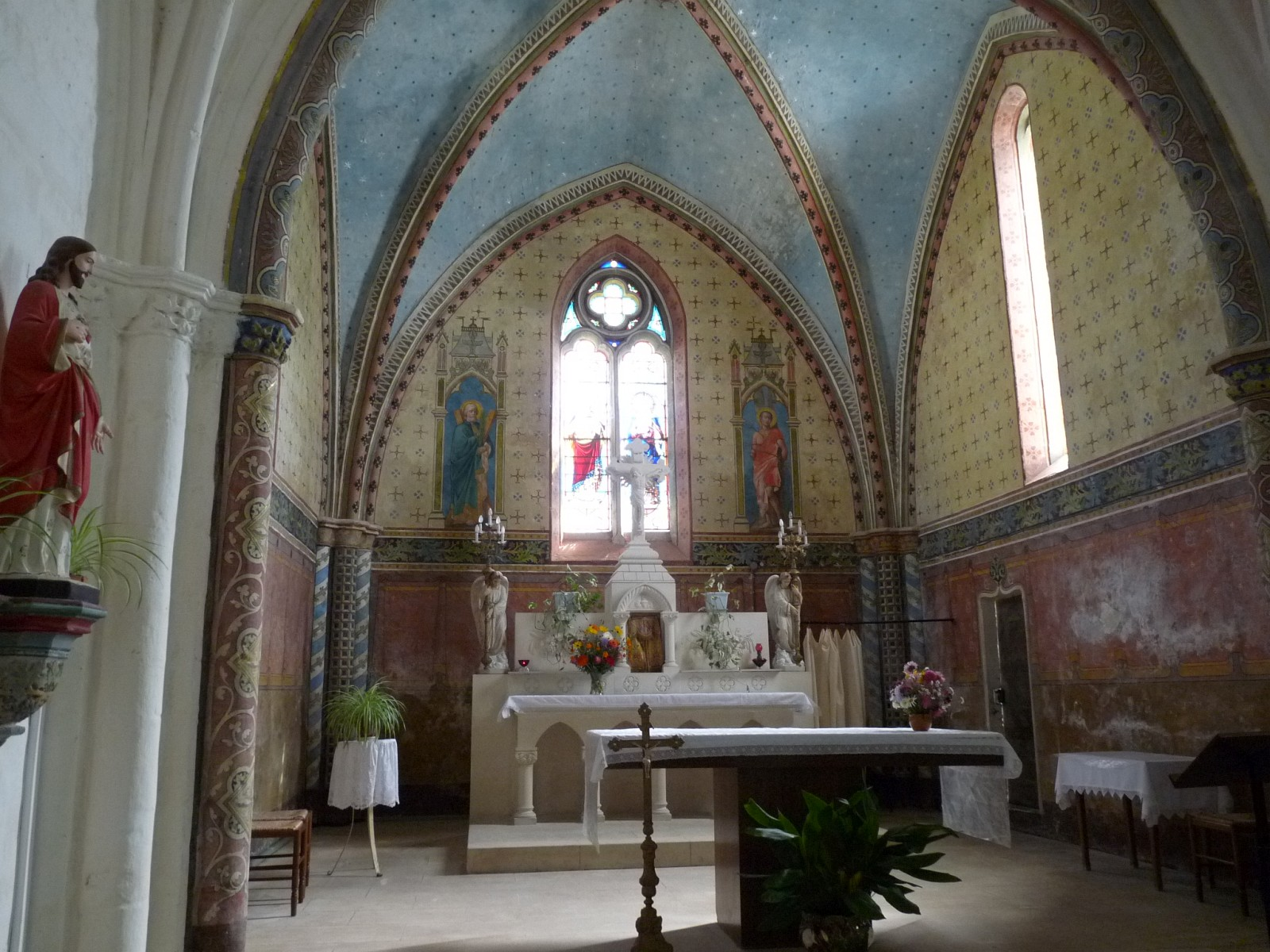
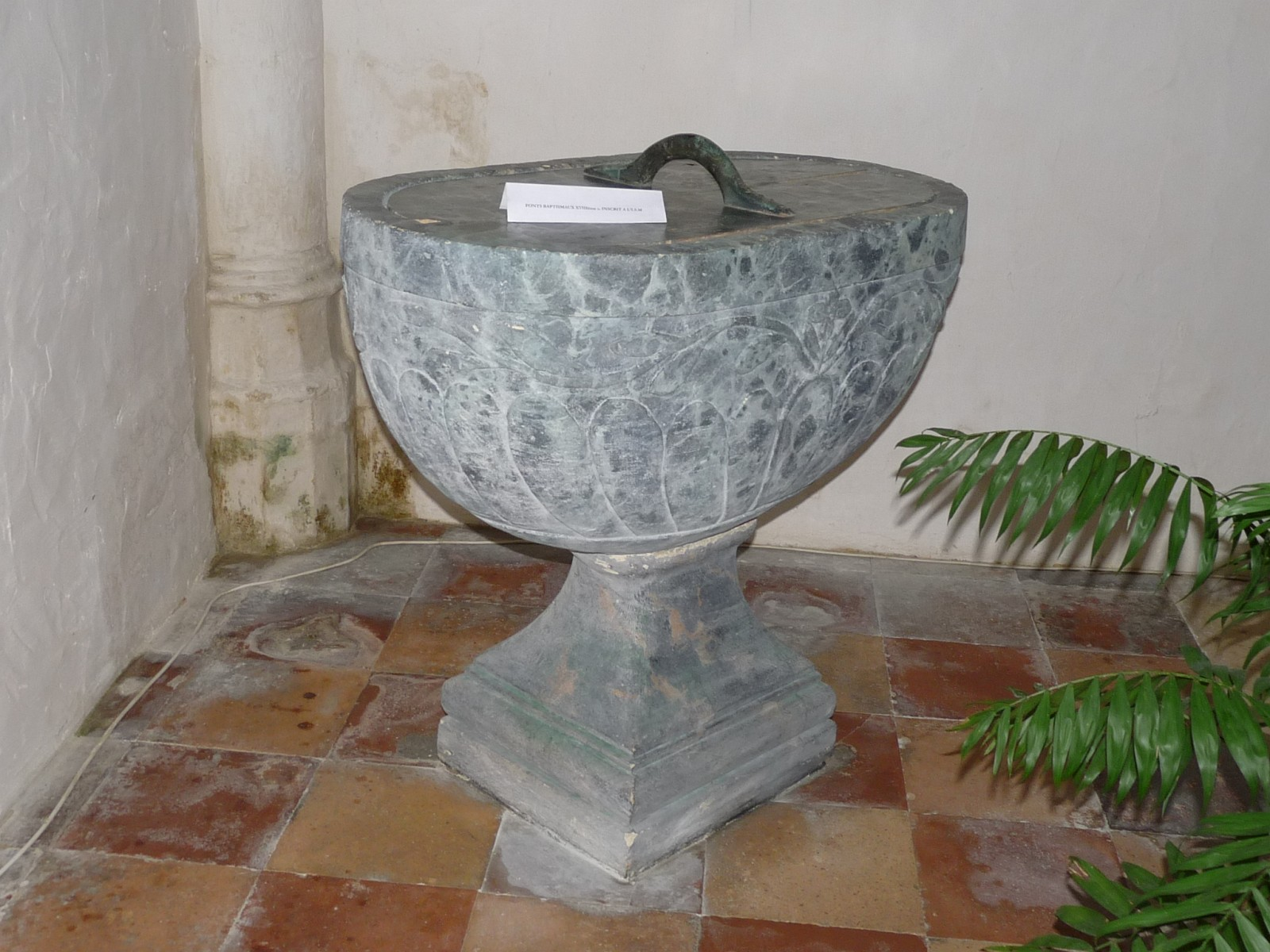
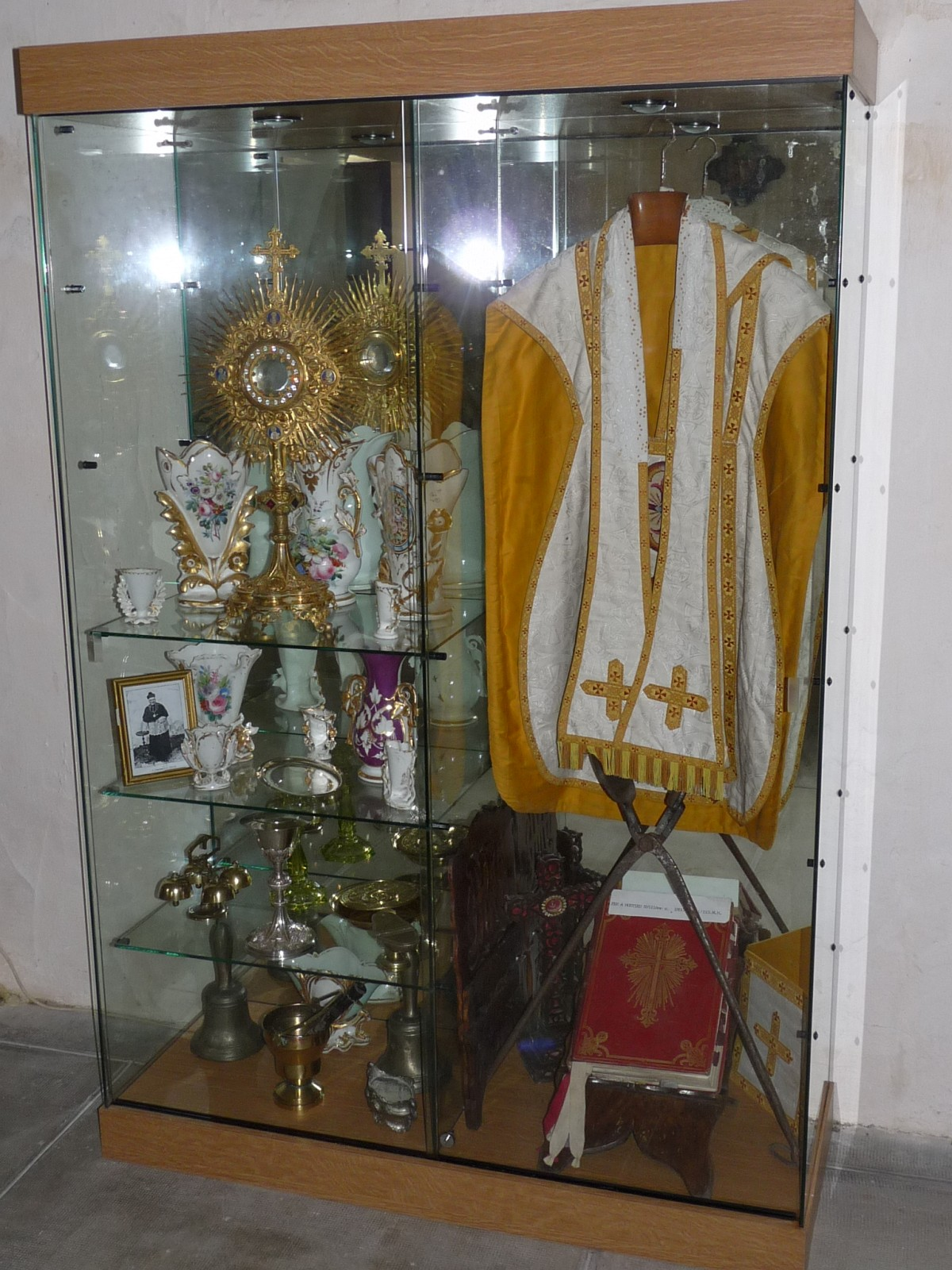
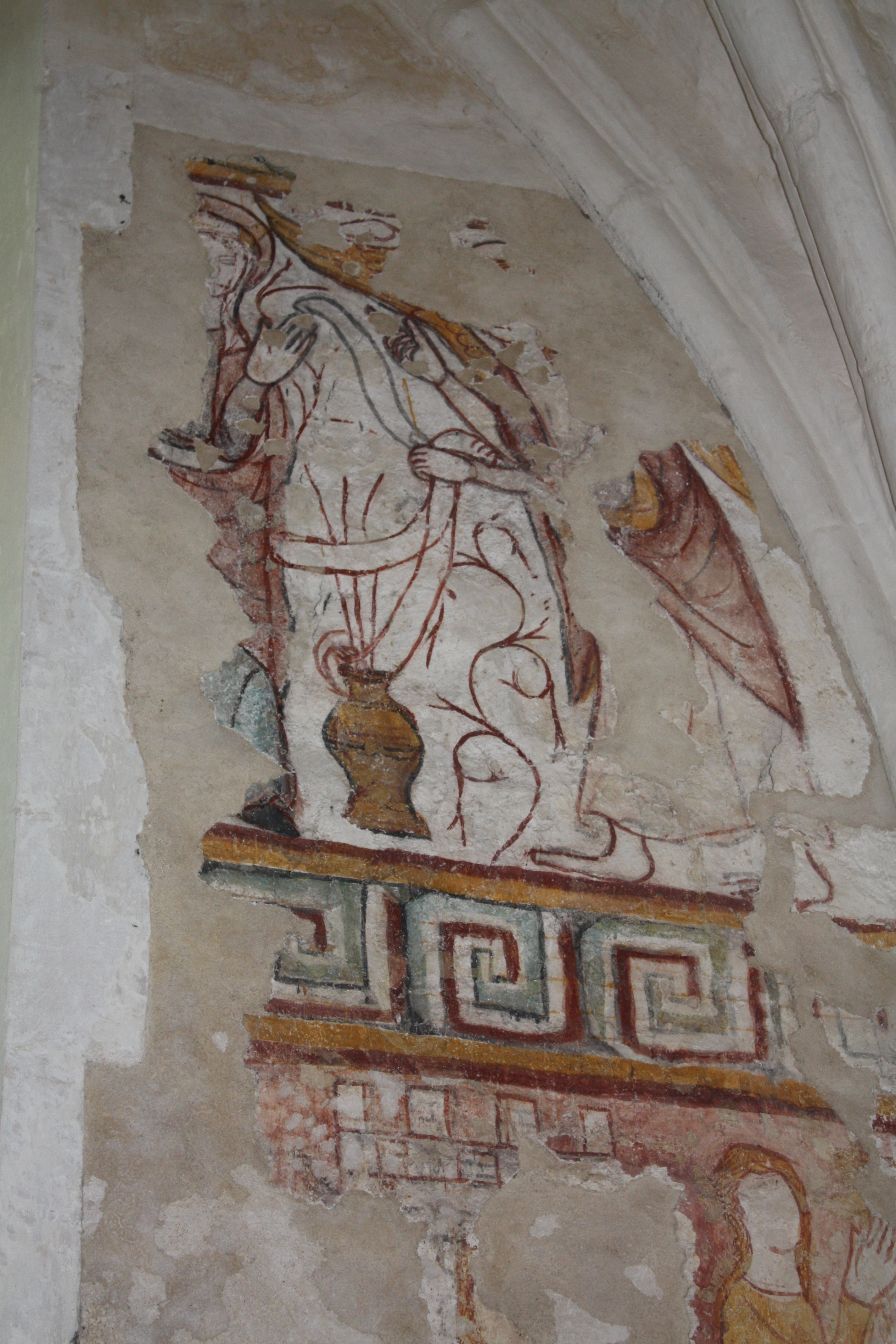
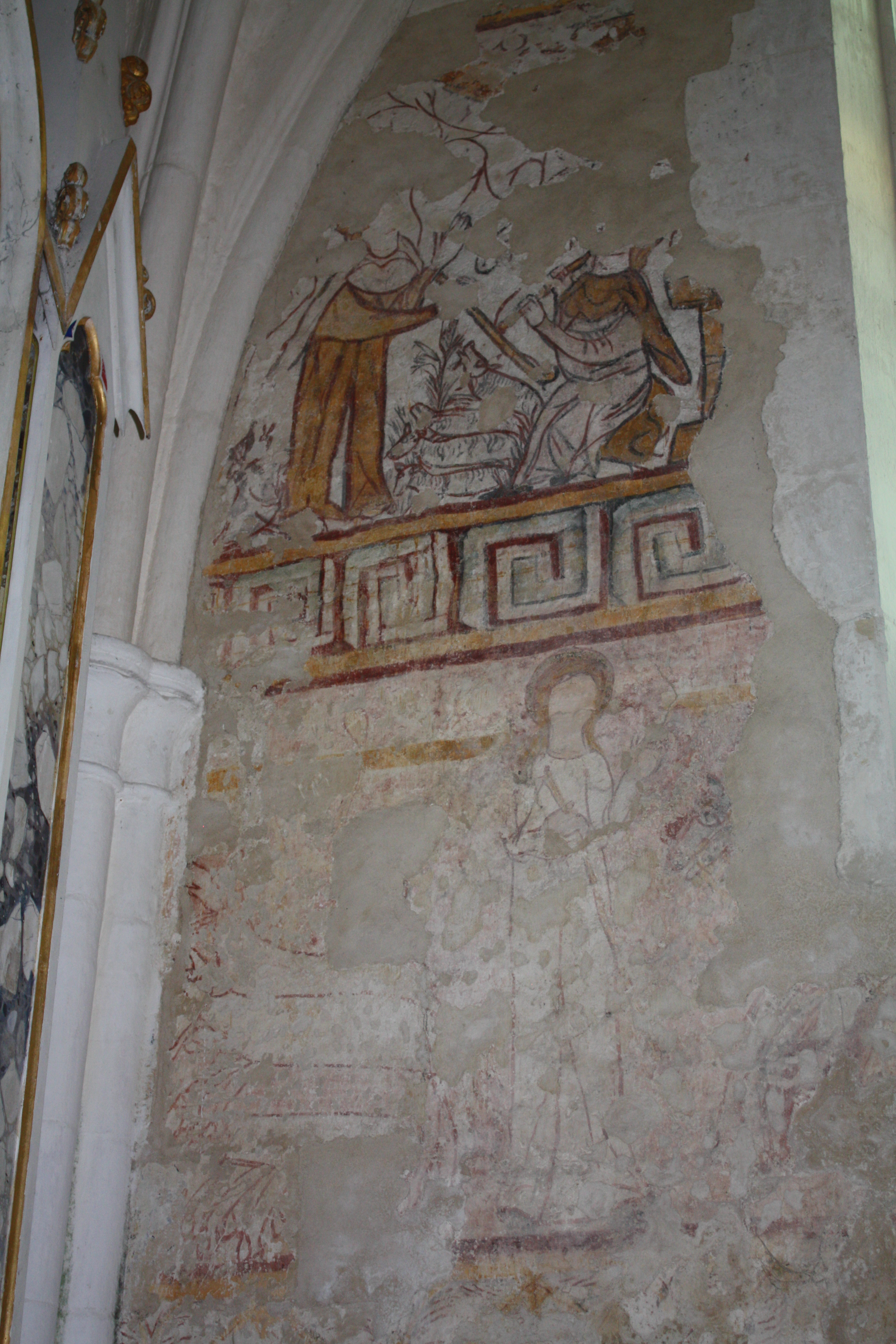